# ガト・ネグロ駅

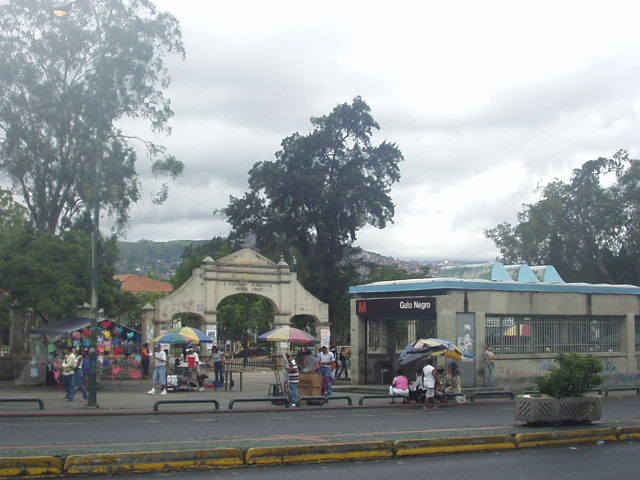
駅の出口（2004年6月）

ガト・ネグロ駅（ガト・ネグロえき、Estación Gato Negro）はベネズエラのカラカスにあるカラカス地下鉄1号線の地下鉄駅である。ガト・ネグロとは、スペイン語で「黒猫」を意味し、付近の地名である。首都地区リベルタドル市スクレ区に位置する。1983年1月2日開業。

## 駅の構造
ホームは島式1面2線。地下1階が切符売り場と改札、地下2階がホームである。駅はスクレ通りの下にあり、出口は通りに沿ってある。

## 駅の周辺
カラカスの中心と西を結ぶ重要なスクレ通りに沿う。スクレ通りの南は国立西公園である。北に住宅地が広がる。

## 隣の駅
プラサ・スクレ駅 - ガト・ネグロ駅 - アグア・サルー駅